# 7536 Fahrenheit
7536 Fahrenheit este o planetă minoră (asteroid), cu un diametru de 24,053 km, din centura de asteroizi. A fost descoperită pe 21 noiembrie 1995 la Nachi-Katsuura Observatory⁠(d) de Yoshisada Shimizu⁠(d) și a fost numită după Daniel Gabriel Fahrenheit. 
Obiectul prezintă o orbită caracterizată de o semiaxă mare de 2,8505487 UAi, o excentricitate de 0,15, o înclinație de 12,59876 ° în raport cu ecliptica.